# Championnat d'Europe masculin de hockey en salle 2016
Navigation
Championnat d'Europe 2014 Championnat d'Europe 2018
Le Championnat d'Europe masculin de hockey en salle 2016 est la 17e édition du Championnat d'Europe masculin de hockey en salle. Il a lieu du 15 au 17 janvier 2016 à Prague en République tchèque.
L'Allemagne a gagné son 15e titre en battant l'Autriche 3-2 en finale.

## Équipes
- Allemagne
- Autriche
- Pays-Bas
- Pologne
- Tchéquie
- Russie
- Suède
- Suisse

## Premier tour

### Groupe A
| Rang | Équipe    | Pts | J | G | N | P | Bp | Bc | Diff |
| ---- | --------- | --- | - | - | - | - | -- | -- | ---- |
| 1    | Allemagne | 9   | 3 | 3 | 0 | 0 | 19 | 8  | +11  |
| 2    | Russie    | 6   | 3 | 2 | 0 | 1 | 12 | 10 | +2   |
| 3    | Pologne   | 3   | 3 | 1 | 0 | 2 | 5  | 9  | -4   |
| 4    | Suisse    | 0   | 3 | 0 | 0 | 3 | 5  | 14 | -9   |

| 15 janvier 2016 | Allemagne                                  | 4 - 1   | Pologne   |                                         |                                         |
| 10h00           | Woesch 3e · Herzbruch 18, 25e · Schmid 36e | (2 - 0) | Gorny 38e | Arbitrage : Lee Barron Jonas van 't Hek | Arbitrage : Lee Barron Jonas van 't Hek |
| 10h00           | Rapport                                    |         |           | Arbitrage : Lee Barron Jonas van 't Hek | Arbitrage : Lee Barron Jonas van 't Hek |

| 15 janvier 2016 | Russie                                                  | 4 - 1   | Suisse     |                                               |                                               |
| 11h10           | Azarov 31e · Ioginov 35e · Lykov 36e · Proskuriakov 38e | (0 - 0) | Keller 22e | Arbitrage : Nicklas Stenberg Olivier Tarnoczi | Arbitrage : Nicklas Stenberg Olivier Tarnoczi |
| 11h10           | Spichkovski 19e · Zhirkov 27e                           | Rapport |            | Arbitrage : Nicklas Stenberg Olivier Tarnoczi | Arbitrage : Nicklas Stenberg Olivier Tarnoczi |

| 15 janvier 2016 | Pologne                     | 3 - 1   | Suisse     |                                               |                                               |
| 16h00           | Gorny 4, 36e · Makowski 17e | (2 - 1) | Schwehr 7e | Arbitrage : Jonas van 't Hek Nicklas Stenberg | Arbitrage : Jonas van 't Hek Nicklas Stenberg |
| 16h00           | Rapport                     |         |            | Arbitrage : Jonas van 't Hek Nicklas Stenberg | Arbitrage : Jonas van 't Hek Nicklas Stenberg |

| 15 janvier 2016 | Russie                                               | 4 - 8   | Allemagne                                                                  |                                             |                                             |
| 17h10           | Zhirkov 8e · Nikitin 12e · Mokrousov 23e · Lykov 39e | (2 - 2) | Herzbruch 9, 11, 28, 36e · Schulz-Linkolt 25e · Schmid 30, 39e · Lietz 35e | Arbitrage : Michael Soukup Olivier Tarnoczi | Arbitrage : Michael Soukup Olivier Tarnoczi |
| 17h10           | Zhirkov 14e · Kostarev 34e                           | Rapport |                                                                            | Arbitrage : Michael Soukup Olivier Tarnoczi | Arbitrage : Michael Soukup Olivier Tarnoczi |

| 16 janvier 2016 | Allemagne                                                                               | 7 - 3   | Suisse                                      |                                                   |                                                   |
| 9h00            | Weinke 9e · Herzbruch 10, 20e · Schulz-Linkolt 14e · Woesch 25e · Pehlke 29e · Ress 35e | (4 - 1) | Greder 5e · Reinhard 29e · Wullschleger 37e | Arbitrage : Olivier Tarnoczi Lukasz Zwierzchowski | Arbitrage : Olivier Tarnoczi Lukasz Zwierzchowski |
| 9h00            |                                                                                         | Rapport | Feller 34e                                  | Arbitrage : Olivier Tarnoczi Lukasz Zwierzchowski | Arbitrage : Olivier Tarnoczi Lukasz Zwierzchowski |

| 16 janvier 2016 | Pologne       | 1 - 4   | Russie                                           |                                             |                                             |
| 10h10           | Majchrzak 18e | (1 - 2) | Spichkovski 10, 38e · Zhirkov 15e · Nikitin 40+e | Arbitrage : Nicklas Stenberg Michael Soukup | Arbitrage : Nicklas Stenberg Michael Soukup |
| 10h10           | Janicki 20+e  | Rapport |                                                  | Arbitrage : Nicklas Stenberg Michael Soukup | Arbitrage : Nicklas Stenberg Michael Soukup |

### Groupe B
| Rang | Équipe   | Pts | J | G | N | P | Bp | Bc | Diff |
| ---- | -------- | --- | - | - | - | - | -- | -- | ---- |
| 1    | Autriche | 9   | 3 | 3 | 0 | 0 | 10 | 4  | +6   |
| 2    | Tchéquie | 6   | 3 | 2 | 0 | 1 | 8  | 6  | +2   |
| 3    | Pays-Bas | 3   | 3 | 1 | 0 | 2 | 7  | 6  | +1   |
| 4    | Suède    | 0   | 3 | 0 | 0 | 3 | 8  | 17 | -9   |

| 15 janvier 2016 | Pays-Bas                                                          | 6 - 2   | Suède                    |                                              |                                              |
| 12h20           | Burkhardt 9, 25, 36e · van Dam 17e · Kranstauber 34e · Tigges 39e | (2 - 2) | Björkman 6e · Ströby 10e | Arbitrage : Mikhail Golovanov Joachim Wimmer | Arbitrage : Mikhail Golovanov Joachim Wimmer |
| 12h20           |                                                                   | Rapport | Ströby 10e               | Arbitrage : Mikhail Golovanov Joachim Wimmer | Arbitrage : Mikhail Golovanov Joachim Wimmer |

| 15 janvier 2016 | Autriche             | 2 - 1   | Tchéquie  |                                                 |                                                 |
| 13h30           | Hasun 10e · Uher 36e | (1 - 0) | Vacek 22e | Arbitrage : Gregory Uyttenhove Johannes Berneth | Arbitrage : Gregory Uyttenhove Johannes Berneth |
| 13h30           |                      | Rapport | Hanus 34e | Arbitrage : Gregory Uyttenhove Johannes Berneth | Arbitrage : Gregory Uyttenhove Johannes Berneth |

| 15 janvier 2016 | Pays-Bas  | 0 - 2   | Autriche       |                                             |                                             |
| 18h20           |           | (0 - 1) | Körper 16, 40e | Arbitrage : Lee Barron Lukasz Zwierzchowski | Arbitrage : Lee Barron Lukasz Zwierzchowski |
| 18h20           | Rohof 30e | Rapport |                | Arbitrage : Lee Barron Lukasz Zwierzchowski | Arbitrage : Lee Barron Lukasz Zwierzchowski |

| 15 janvier 2016 | Tchéquie                                                           | 5 - 3   | Suède                       |                                             |                                             |
| 19h30           | Plochy 4e · Vudmaska 7e · Prochazka 10e · Bernatek 23e · Kyndl 26e | (3 - 1) | Hemvik 17, 40e · Ströby 28e | Arbitrage : Joachim Wimmer Johannes Berneth | Arbitrage : Joachim Wimmer Johannes Berneth |
| 19h30           | Vudmaska 39e                                                       | Rapport | Ströby 34e                  | Arbitrage : Joachim Wimmer Johannes Berneth | Arbitrage : Joachim Wimmer Johannes Berneth |

| 16 janvier 2016 | Autriche                                      | 6 - 3   | Suède                                       |                                                |                                                |
| 11h20           | Körper 14, 18, 34, 36e · Uher 17e · Minar 26e | (3 - 1) | Melander 13e · Rydborn 28e · Hellstrand 33e | Arbitrage : Johannes Berneth Mikhail Golovanov | Arbitrage : Johannes Berneth Mikhail Golovanov |
| 11h20           | Uher 9e · Körper 25e · Eitenberger 29e        | Rapport |                                             | Arbitrage : Johannes Berneth Mikhail Golovanov | Arbitrage : Johannes Berneth Mikhail Golovanov |

| 16 janvier 2016 | Tchéquie                      | 2 - 1   | Pays-Bas        |                                               |                                               |
| 12h30           | Bernatek 25e · Prochazka 40+e | (0 - 0) | Kranstauber 40e | Arbitrage : Joachim Wimmer Gregory Uyttenhove | Arbitrage : Joachim Wimmer Gregory Uyttenhove |
| 12h30           | Plochy 39e · Vudmaska 40e     | Rapport |                 | Arbitrage : Joachim Wimmer Gregory Uyttenhove | Arbitrage : Joachim Wimmer Gregory Uyttenhove |

## Groupe C (maintien)
Les résultats entre les équipes d'un même groupe au premier tour sont conservés.
| Rang | Équipe   | Pts | J | G | N | P | Bp | Bc | Diff |
| ---- | -------- | --- | - | - | - | - | -- | -- | ---- |
| 5    | Pologne  | 7   | 3 | 2 | 1 | 0 | 16 | 5  | +11  |
| 6    | Suisse   | 6   | 3 | 2 | 0 | 1 | 8  | 7  | +1   |
| 7    | Pays-Bas | 4   | 3 | 1 | 1 | 1 | 8  | 7  | +1   |
| 8    | Suède    | 0   | 3 | 0 | 0 | 3 | 6  | 21 | -15  |

| 16 janvier 2016 | Suisse                                            | 4 - 2   | Suède                        |                                                    |                                                    |
| 15h30           | Schwehr 9e · Keller 13e · Feller 19e · Greder 40e | (3 - 1) | Ströby 3e · Hemvik 30e       | Arbitrage : Mikhail Golovanov Lukasz Zwierzchowski | Arbitrage : Mikhail Golovanov Lukasz Zwierzchowski |
| 15h30           |                                                   | Rapport | Lundqvist 39e · Melander 40e | Arbitrage : Mikhail Golovanov Lukasz Zwierzchowski | Arbitrage : Mikhail Golovanov Lukasz Zwierzchowski |

| 16 janvier 2016 | Pologne          | 2 - 2   | Pays-Bas                     |                                               |                                               |
| 16h40           | Makowski 16, 37e | (1 - 1) | van Dam 11e · Wortelboer 33e | Arbitrage : Johannes Berneth Nicklas Stenberg | Arbitrage : Johannes Berneth Nicklas Stenberg |
| 16h40           | Rapport          |         |                              | Arbitrage : Johannes Berneth Nicklas Stenberg | Arbitrage : Johannes Berneth Nicklas Stenberg |

| 17 janvier 2016 | Pays-Bas                              | 2 - 3   | Suisse                       |                                             |                                             |
| 10h00           | Müller 11e · Keller 17e · Richner 37e | (1 - 2) | van Dam 11e · Wortelboer 33e | Arbitrage : Olivier Tarnoczi Michael Soukup | Arbitrage : Olivier Tarnoczi Michael Soukup |
| 10h00           | Rohof 31e · Tigges 35e                | Rapport |                              | Arbitrage : Olivier Tarnoczi Michael Soukup | Arbitrage : Olivier Tarnoczi Michael Soukup |

| 17 janvier 2016 | Pologne                                                                                       | 11 - 2  | Suède                      |                                              |                                              |
| 11h10           | Gorny 4,17, 36e · Zimnicki 5e · Makowski 7, 12, 20+, 31, 39e · Majchrzak 26e · Bratkowski 29e | (6 - 0) | Lundqvist 25e · Ströby 34e | Arbitrage : Joachim Wimmer Mikhail Golovanov | Arbitrage : Joachim Wimmer Mikhail Golovanov |
| 11h10           |                                                                                               | Rapport | Lundqvist 10e · Ströby 35e | Arbitrage : Joachim Wimmer Mikhail Golovanov | Arbitrage : Joachim Wimmer Mikhail Golovanov |

## Phase à élimination directe

### Tableau
|  | Demi-finales    | Demi-finales    |                        |       | Finale          | Finale          |
|  | Demi-finales    | Demi-finales    |                        |       | Finale          | Finale          |
|  |                 |                 |                        |       |                 |                 |
|  | 16 janvier 2016 | 16 janvier 2016 |                        |       | 17 janvier 2016 | 17 janvier 2016 |
|  | 16 janvier 2016 | 16 janvier 2016 |                        |       | 17 janvier 2016 | 17 janvier 2016 |
|  | Allemagne       | 5               |                        |       | 17 janvier 2016 | 17 janvier 2016 |
|  | Allemagne       | 5               |                        |       | 17 janvier 2016 | 17 janvier 2016 |
|  | Tchéquie        | 0               |                        |       | 17 janvier 2016 | 17 janvier 2016 |
|  | Tchéquie        | 0               | Allemagne              | 3     |                 |                 |
|  | 16 janvier 2016 |                 | Allemagne              | 3     |                 |                 |
|  |                 | Autriche        | 2                      |       |                 |                 |
|  | Autriche        | Autriche        | 2                      | 5 (3) |                 |                 |
|  | Autriche        |                 |                        | 5 (3) |                 |                 |
|  | Russie          | 5 (1)           |                        |       |                 |                 |
|  | Russie          | 5 (1)           | Match pour la 3e place |       |                 |                 |
|  |                 |                 |                        |       |                 |                 |
|  | 17 janvier 2016 |                 |                        |       |                 |                 |
|  |                 |                 |                        |       |                 |                 |
|  | Russie          | 4               |                        |       |                 |                 |
|  | Russie          | 4               |                        |       |                 |                 |
|  | Tchéquie        | 3               |                        |       |                 |                 |
|  | Tchéquie        | 3               |                        |       |                 |                 |

### Demi-finales
| 16 janvier 2016 | Autriche                                       | 5 - 5             | Russie                                                         |                                               |                                               |
| 17h50           | Minar 10e · Körper 20+, 33, 34e · Heimanns 25e | (2 - 2)           | Lykov 3e · Proskuriakov 18e · Azarov 27, 31e · Spichkovski 30e | Arbitrage : Michael Soukup Gregory Uyttenhove | Arbitrage : Michael Soukup Gregory Uyttenhove |
| 17h50           | Rapport                                        |                   |                                                                | Arbitrage : Michael Soukup Gregory Uyttenhove | Arbitrage : Michael Soukup Gregory Uyttenhove |
| 17h50           | Eitenberger · Rudofsky · Körper                | Tirs au but 3 - 1 | Azarov · Spichkovski                                           | Arbitrage : Michael Soukup Gregory Uyttenhove | Arbitrage : Michael Soukup Gregory Uyttenhove |

| 16 janvier 2016 | Allemagne                                       | 5 - 0   | Tchéquie |                                         |                                         |
| 19h15           | Woesch 28e · Herzbruch 31, 33e · Pehlke 39, 39e | (0 - 0) |          | Arbitrage : Lee Barron Jonas van 't Hek | Arbitrage : Lee Barron Jonas van 't Hek |
| 19h15           | Rapport                                         |         |          | Arbitrage : Lee Barron Jonas van 't Hek | Arbitrage : Lee Barron Jonas van 't Hek |

### Match pour la troisième place
| 17 janvier 2016 | Russie                                                   | 4 - 3   | Tchéquie                                            |                                                     |                                                     |
| 13h00           | Lykov 6e · Azarov 20e · Proskuriakov 36e · Zhirkov 39e   | (2 - 1) | Prochazka 18e · Vacek 28, 33e                       | Arbitrage : Lukasz Zwierzchowski Gregory Uyttenhove | Arbitrage : Lukasz Zwierzchowski Gregory Uyttenhove |
| 13h00           | Spichkovski 14e · Mokrousov 21e · Azarov 26e · Lykov 32e | Rapport | Korytak 13e · Bernatek 33e · Jahoda 34e · Vacek 37e | Arbitrage : Lukasz Zwierzchowski Gregory Uyttenhove | Arbitrage : Lukasz Zwierzchowski Gregory Uyttenhove |

### Finale
| 17 janvier 2016 | Autriche        | 2 - 3   | Allemagne                            |                                         |                                         |
| 14h30           | Körper 16, 40+e | (1 - 1) | Woesch 3e · Herzbruch 22e · Butt 24e | Arbitrage : Lee Barron Jonas van 't Hek | Arbitrage : Lee Barron Jonas van 't Hek |
| 14h30           | Uher 29e        | Rapport |                                      | Arbitrage : Lee Barron Jonas van 't Hek | Arbitrage : Lee Barron Jonas van 't Hek |

## Classement final
| Rang               | Équipe    |
| ------------------ | --------- |
| Médaille d'or      | Allemagne |
| Médaille d'argent  | Autriche  |
| Médaille de bronze | Russie    |
| 4                  | Tchéquie  |
| 5                  | Pologne   |
| 6                  | Suisse    |
| 7                  | Pays-Bas  |
| 8                  | Suède     |